# 塔科特納 (阿拉斯加州)
塔科特納（英語：Tacotna）是位於美國阿拉斯加州育空-科尤庫克人口普查區的一個人口普查指定地區。根據2010年美國人口普查，該地共人口52人，而該地的面積約為61.68平方千米。

## 地理
塔科特納的座標為62°58′16″N 156°05′03″W / 62.97111°N 156.08417°W，而該地的平均海拔高度為150米（即492英尺）。